# 抑うつ性パーソナリティ障害
抑うつ性パーソナリティ障害（よくうつせいパーソナリティしょうがい、英: Depressive personality disorder ; DPD）は、メランコリックパーソナリティ障害（英:  Melancholic personality disorder）とも呼ばれる、憂うつで抑うつ的な特徴と認知を示すパーソナリティ障害の一類型である。初めて登場したのはDSM-IIであり、DSM-IIIにおいて診断基準から除外された。DSM-IV-TRでは付録Bの研究用基準案に記載されており、正式なパーソナリティ障害のカテゴリには分類されておらず、特定不能のパーソナリティ障害の下位分類として記載されている。

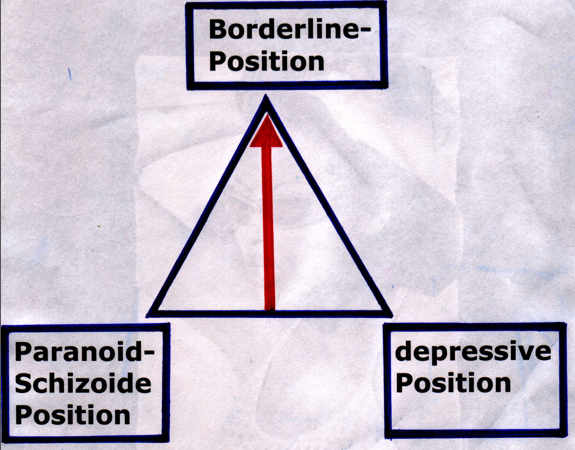
抑うつ性パーソナリティ障害

## 診断基準

### DSM-IV-TR（研究用基準案）
気分変調性障害と区別する必要があるかということについて議論があり、異なった診断基準の案が示されたものである。
これは大うつ病エピソードのような期間中にのみとしては起きるものとは異なり、気分変調性障害では説明できない。否定的な考えに浸り続ける。
なお、パーソナリティ障害の診断は、特定のパーソナリティの特徴が成人期早期までに明らかになっており、薬物やストレスなど一過性の状態とも区別されており、臨床的に著しい苦痛や機能の障害を呈している必要がある。